# Arturo Soria
Arturo Soria y Mata (Madrid, 15 de diciembre de 1844-Madrid, 6 de noviembre de 1920) fue un urbanista, constructor, geómetra y periodista español, conocido por el diseño y desarrollo de la ciudad lineal de Madrid, cuya arteria principal lleva su nombre en el actual distrito de Ciudad Lineal.

## Biografía
Hijo de una familia liberal de origen aragonés (su padre era de Bijuesca), nació sin embargo en la calle del Caballero de Gracia de Madrid, el 15 de diciembre de 1844. Tras estudiar bachillerato ingresó en la academia de Manuel Becerra para preparar su ingreso en la Escuela de Caminos de la capital de España. Alumno distinguido con Becerra, fue sin embargo vetado por uno de los miembros del tribunal que le examinó al que Soria había puesto en ridículo. La arbitrariedad académica sumió a Arturo Soria en un periodo de febril enfermedad, mientras su maestro, el propio Becerra, retaba a duelo al «miembro del tribunal implicado en el vergonzoso proceso».
En 1863 ganó por oposición una plaza en el Cuerpo de Telégrafos e inició su preparación para el ingresó en la entonces recién creada Escuela del Catastro. Funcionario en las oficinas de Estadística del ferrocarril del Mediodía, trabaja además dando clases de Matemáticas y comienza a colaborar con los grupos que pretenden liberar la presión de la censura isabelina.

### El conspirador y el político
Durante 1865 y 1866 colabora con su amigo Felipe Ducazcal, imprimiendo pasquines revolucionarios contra el gobierno monárquico y asistiendo a las reuniones conspiratorias de la facción liberal en un gimnasio de la calle de la Cueva. El 22 de junio de 1866, implicado en la sublevación del cuartel de San Gil, lucha junto a su maestro, Manuel Becerra en las barricadas de la Cuesta de Santo Domingo. Sofocada la revuelta, ayuda a ponerse a salvo a algunos de los conspiradores más reconocidos.
Tras este romántico episodio se concentra en concluir su preparación para ingresar a un puesto en el Catastro (Escuela Superior de Operaciones Geográficas), y concluido en 1867 su periodo de prácticas en Navalcarnero es destinado a La Granja, donde continuó operando como correo de enlace, recibiendo la correspondencia de los cabecillas revolucionarios huidos a Ostende, París y Londres. que entregaba a una de las criadas de Manuel Becerra en su casa de Madrid.
Con el triunfo de la Revolución de 1868 fue enviado a Lérida con el cargo de Secretario del Gobierno Civil de esa capital catalana, y en 1869 a Orense, donde pudo sofocar la revuelta del levantamiento federal del 2 de octubre de aquel año. Por tal servicio, se le ofrece la Gran Cruz de Isabel la Católica (máxima condecoración civil de la época), pero Soria la rechazó. El 27 de marzo de 1870 es trasladado de Orense al Gobierno Civil de la Coruña. En ese periodo publica el folleto dedicado a su invento llamado Teodolito impresor-automático para mejorar la precisión en las mediciones angulares catastrales.
En este mismo año de 1870, después de su estadía orensana, pasa a ocupar el mismo cargo de secretario del Gobierno Civil de La Coruña, siendo iniciado en la masonería en la logia coruñesa La Herculina nº 10, llegando a poseer el grado 3.º, maestro masón.
En 1871 fue destinado a la Secretaría del Gobierno Superior Civil de Puerto Rico, donde su oposición a los criollos esclavistas y su gestión para la puesta en práctica de la nueva legislación sobre la abolición de la esclavitud en la que trabajaba Manuel Becerra, supusieron finalmente su forzada dimisión y retorno a España. Si bien, recién llegado a la Península fue nombrado representante en Cortes en el distrito portorriqueño de La Quebradilla donde permanece solo hasta la primavera de 1873. Con el final de la Primera República española en 1874, abandonó la vida política (que no retomaría hasta dieciséis años después).

### Tranvías, teléfonos y otros inventos
La atracción que el ferrocarril tuvo para Arturo Soria le llevó a preocuparse por su estudio y aplicaciones a partir de 1873, año en que se retiró de la vida política, con especial dedicación hasta 1886, año en que dimitió en la dirección de la empresa de Tranvías de Estaciones y Mercados (TEM), presentada por Soria en 1876 y creada en marzo de 1878.
El abandono del «sueño tranviario» (que nunca llegó a arraigar en la capital española tal y como Soria lo concibió), le llevó a desarrollar otro de los proyectos en los que ya llevaba trabajando: el teléfono. A partir de la expansión y perfeccionamiento del modelo experimental de Alexander Graham Bell, Soria solicitó al gobierno español del momento (1876-1880) la concesión de «la que hubiera sido la primera red telefónica del mundo».
El proyecto se enfrentó primero a la lentitud burocrática y luego al recelo de que un individualista como Arturo Soria —y su conocida, inquebrantable y personal ideología— controlase un instrumento tan prometedoramente poderoso. Ante la ausencia de respuesta oficial y a través de su amistad con Cristino Martos, Soria consiguió entrevistarse en 1880 con Cánovas, presidente del consejo de ministros de Alfonso XII. De poco sirvió que el político le diera su visto bueno, pues poco después fue destituido (febrero de 1881). Por fin, un concurso convocado para otorgar la licencia de explotación de una red telefónica, desestimó el proyecto de Soria, y concedió el privilegio de su ejecución a otro peticionario, un banquero. Las inútiles protestas del emprendedor y futuro urbanista, fueron desestimadas por las supuestas «elevadas pretensiones» de su proyecto y, una vez más, por la perfidia del «clan de los ingenieros». No serviría de consuelo a nadie que los accidentes e imperfecciones que rodearon al intento de montaje del proyecto seleccionado acabaran provocando su modificación y finalmente su rechazo y olvido.
Entretanto, y a raíz de las inundaciones de 1879 en Murcia, Soria había puesto en circulación un folleto presentando un dispositivo de aviso a la población en previsión de la crecida de ríos, ramblas y avenidas, con tiempo suficiente para controlar la riada con medidas urgentes. Al parecer, la única respuesta fue la indiferencia oficial general.
Otro invento, este de carácter instrumental y como asistente a los trabajos de imprenta, fue un teodolito que imprimía automáticamente los datos de los ángulos en caracteres tipográficos.

### El urbanista
Accionista y colaborador del diario El Progreso (portavoz del Partido Progresista-Democrático, de ideología republicana), Soria se desarrolló a partir de 1882 como articulista científico. El 22 de enero de 1882 se publica un artículo titulado Cosas de Madrid, considerado como el primero de una sucesión de ellos que conformarán la carta de presentación de su gran proyecto vital: la Ciudad Lineal.
Confesando la influencia del «organismo de Spencer» y haciendo suyo el lema de Ildefonso Cerdá «Urbanizar el campo, ruralizar la ciudad», Soria fue elaborando una solución urbana para resolver los problemas de higiene, hacinamiento y transporte que atenazaban a las ciudades de la época. Su propuesta partía de la idea de una ciudad articulada a ambos lados de una ancha vía central de unos 50 metros, provista de un ferrocarril o tranvía, y de longitud ilimitada, en constante crecimiento. Con el tren (ferrocarriles y tranvías) como elemento vertebral de la ciudad, la calle central concentraría los servicios públicos para los ciudadanos y las viviendas. La infraestructura incluiría estanques, jardines y servicios municipales (contra incendios, de limpieza y seguridad, centros sanitarios). En el subsuelo, se instalarían las conducciones de gas y agua, además del vapor destinado a la calefacción en habitaciones y cocinas, y un tubo neumático para recibir cartas y paquetes sustituyendo al tradicional cartero. Además de un cable eléctrico para el transporte de fuerza motriz y para la producción de luz y entre los más nuevos avances, se incluirían un hilo eléctrico conectado con la autoridad más próxima, y un hilo telefónico de uso público general, «para hablar con todo el mundo».

#### «Intermezzo» cubano
En 1886, con el producto de la venta de sus acciones en la empresa de Tranvías de Estaciones y Mercados (TEM), Soria se instaló en la Quinta de Maudes, en Chamartín de la Rosa, donde investigó y se documentó sobre las Aguas artesianas, subterráneas y corrientes en la provincia de Madrid, a partir del estudio así titulado por Joaquín Jiménez Delgado. Tres años después, en julio de 1889 viajó a Cuba, como Inspector de Aduana en La Habana y luego ocupando diversos cargos de gestión administrativa en la Comisión de la Intervención General del Estado en la isla, de la que regresó en 1890 para ocupar similares cargos en el Ministerio de Ultramar, relacionados con Filipinas y como jefe de aduanas de la Dirección de Hacienda. Finalmente dimite para dedicarse al proyecto de la Ciudad Lineal.

### La Ciudad Lineal
“Todos los solares de los alrededores de Madrid están comprados con una finalidad agiotista. Nadie piensa construir, sino en que suban de precio para revender, en anticiparse a las necesidades de la población para explotarla cuando carezca de viviendas…”
 Arturo Soria (1883)

El 3 de marzo de 1894, se creó ante notario la Compañía Madrileña de Urbanización, de la que Soria, con 50 años de edad, fue director hasta su fallecimiento en noviembre de 1920. El objetivo inicial, suma del «sueño lineal» del urbanista madrileño, era un cinturón urbano de unos 43 kilómetros rodeando el Madrid de finales del siglo xix, desde el pueblo de Fuencarral, girando en el sentido de las agujas del reloj, hasta Pozuelo de Alarcón, uniendo los antiguos municipios de Canillas, Hortaleza, Vicálvaro, Vallecas, Villaverde y Carabanchel.
Para respaldar y sancionar su proyecto, Soria pidió opinión a las Sociedades de la Arquitectura y de la Higiene, pero no recibió respuesta. La Sociedad Geográfica se opuso a la idea, la Real Academia de Medicina se abstuvo y la Real Academia de Ciencias le dio su apoyo. Por su parte, el Ministerio de Fomento le negó la patente y el Ayuntamiento de Madrid hizo mutis. Si ha de creerse al propio Soria, detrás de toda la cadena de indiferencia y oposición se escondían los crecientes «intereses creados en torno al suelo del municipio madrileño y la inercia e indiferencia ante todo lo innovador por parte de la administración, tan características de la burocracia española».
Tras el largo proceso de gestión, y aun sin conseguir que la obra fuera declarada de utilidad pública, el 16 de julio de 1894, el arzobispo de Madrid-Alcalá bendijo la primera piedra. La parcela elegida era una tierra de labor en el Camino de la Cuerda, perteneciente al término municipal de Canillejas, y sobre ella se edificó una vivienda unifamiliar proyectada por el arquitecto Mariano Belmás. De ese modo se inició la primera fase de la futura Ciudad Lineal.
El proyecto incluyó la repoblación de los áridos descampados del nordeste de Madrid, en el tramo entre Chamartín de la Rosa y la antigua carretera de Aragón. Con ese objetivo, en 1895, el propio Belmás impulsó lo que popularmente se llamaría Fiesta del Árbol, una plantación invernal que en los tres primeros años repobló con más de 3000 árboles la zona. El proceso se reforzó con la creación de un vivero en una de las manzanas urbanizadas. El ejemplo se extendería luego a otras barriadas madrileñas, e incluyó años después, en 1911, todo el recorrido de los tranvías que la Compañía Madrileña de Urbanización construyó para unir el norte de Madrid con el municipio de Colmenar Viejo, proyecto estancado y abandonado por la empresa que lo había intentado poner en marcha.

#### Desarrollo y supervivencia
El proyecto contó con el apoyo de publicaciones como el Heraldo de Madrid o La Correspondencia de España y, en el extranjero, de Le Figaro y alguna revista inglesa. La primera fase, a modo de ensayo, estuvo urbanizada en 1911, si bien su resolución, explotación y total desarrollo quedarían demorados por falta de fondos mediada la segunda década del siglo xx.
El ambicioso proyecto, repetidas veces tachado de obsesión de un visionario, tuvo su momento más crítico con la crisis económica producida por el estallido de la Guerra del 14, que forzó la Suspensión de pagos en agosto de aquel año, abortando la proyectada segunda fase y, en su conjunto, la primitiva idea de completar una «ciudad vertebrada con el ferrocarril de circunvalación».
A la luz de los documentos recuperados y publicados posteriormente, se observa que —desde un principio y de forma progresiva— la puesta en marcha y desarrollo de una ciudad lineal, tal y como la pretendía crear Arturo Soria fue constantemente víctima de una sucesión de contratiempos, muchos de ellos provocados por la propia Administración del Estado y el Ayuntamiento de la capital de España, hasta tal punto que, en 1919, se nombró un investigador especial para supervisar el conjunto de negocios de la CMU, cuya primera recomendación fiscalizadora fue que Soria fuera sustituido como director.

Creemos en el progreso indefinido, sin límites, ni término, ni fin; creemos en la aparición de cosas nuevas más perfectas potencialmente contenidas en las cosas menos perfectas que conocemos.
Arturo Soria Progreso indefinido (1898)

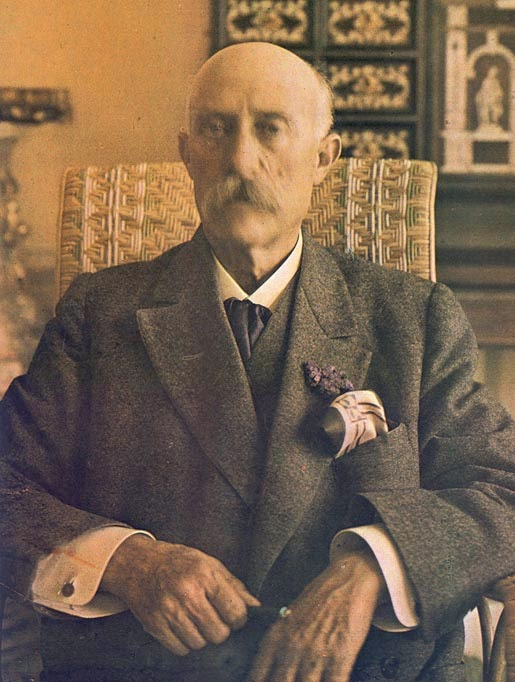
Arturo Soria, en un retrato familiar probablemente realizado en “Villa Rubín”, hacia 1915.

Diversos estudios de la figura de Arturo Soria como gestor emprendedor de una obra inacabada, han analizado desde la perspectiva y la tregua que solo dan el tiempo, la valoración del intento y las características del periodo de la historia de España en que se desarrolló.
Así, se explica, y en algunos casos se denuncia, la cadena de intereses no solo de determinadas facciones e ideologías opuestas a las del urbanista, sino también de empresas de la competencia contemporáneas (como el poderoso «holding» de sociedades de tranvías de Madrid, controlado por el Marqués de Urquijo) que, unidos a los sabotajes físicos de elementos supuestamente incontrolados y nunca encontrados ni juzgados, y al sordo sabotaje administrativo e institucional colegial, dieron como consecuencia final de todo ello, el desacuerdo empresarial entre la filosofía de Soria y la ambición o la visión más funcional de algunos de los socios. La ideología de Soria y su lema «en la Ciudad Lineal, a cada familia una casa, en cada casa una huerta y un jardín», prevista para alojar treinta mil habitantes a lo largo de ocho años, desparecieron con la muerte del promotor en 1920. El estallido de la guerra civil española en julio de 1936, paralizó el ya menguado y desordenado ritmo de urbanización en la zona y, tras el conflicto, se desestimó la idea y el concepto de integración social en el soporte urbano de una ciudad lineal de chalés y arbolado.

Donde no puede vivir un árbol, como ocurre en la mayoría de las calles de Madrid, no deben vivir las personas.
 Arturo Soria 

### El editor
Arturo Soria, practicante asiduo desde la década de 1870 de un periodismo crítico y en ocasiones agresivo, aprovechó el emporio empresarial de la Compañía Madrileña de Urbanización (CMU) para fundar una especie de periódico satírico-crítico-urbanístico que con el rocambolesco título de La Dictadura y el aún más bufonesco lema de “Periódico Monárquico”, constituyó sin embargo uno de los primeros modelos en España de revista de urbanismo.
La Dictadura, cuyo primer número apareció el 5 de octubre de 1895 como órgano de prensa de la CMU, y con redacción en la propia Quinta de Maudes —casa familiar de Soria hasta la construcción de “Villa Rubín” en la Ciudad Lineal—, solo duró un año. Más tarde, en marzo de 1897, y para ocupar el vacío dejado por La Dictadura, se creó la revista La Ciudad Lineal que pasó luego a llamarse La Ciudad Lineal, revista de Higiene, Agricultura, Ingeniería y Urbanización; y aún durante la Guerra Civil, apareció La Voz de la Barriada.

### El teósofo
Su vertiente como teósofo, puede estudiarse en la colección de artículos publicados en la revista Sophia.
Sintetizando ciencia y pensamiento filosófico, matemáticas y conciencia social, en diversas ocasiones se presentó a sí mismo como abogado de una “geometría de la naturaleza”, admirador de Spencer y Darwin, poniendo en escena sus facetas de geómetra o de pitagórico «capaz de desarrollar y construir los poliedros regulares descritos por el matemático francés Cauchy», al servicio de una sociedad que él define de un modo imaginativo, casi lúdico, en Origen poliédrico de las especies, obra que publicó con 50 años de edad.

He buscado la verdad; no he tenido la intención de hacer ni una obra piadosa, ni menos una impía. En la apariencia tendrá el color del cristal con que lo miren.
Arturo Soria, 1894 

### Tumba civil

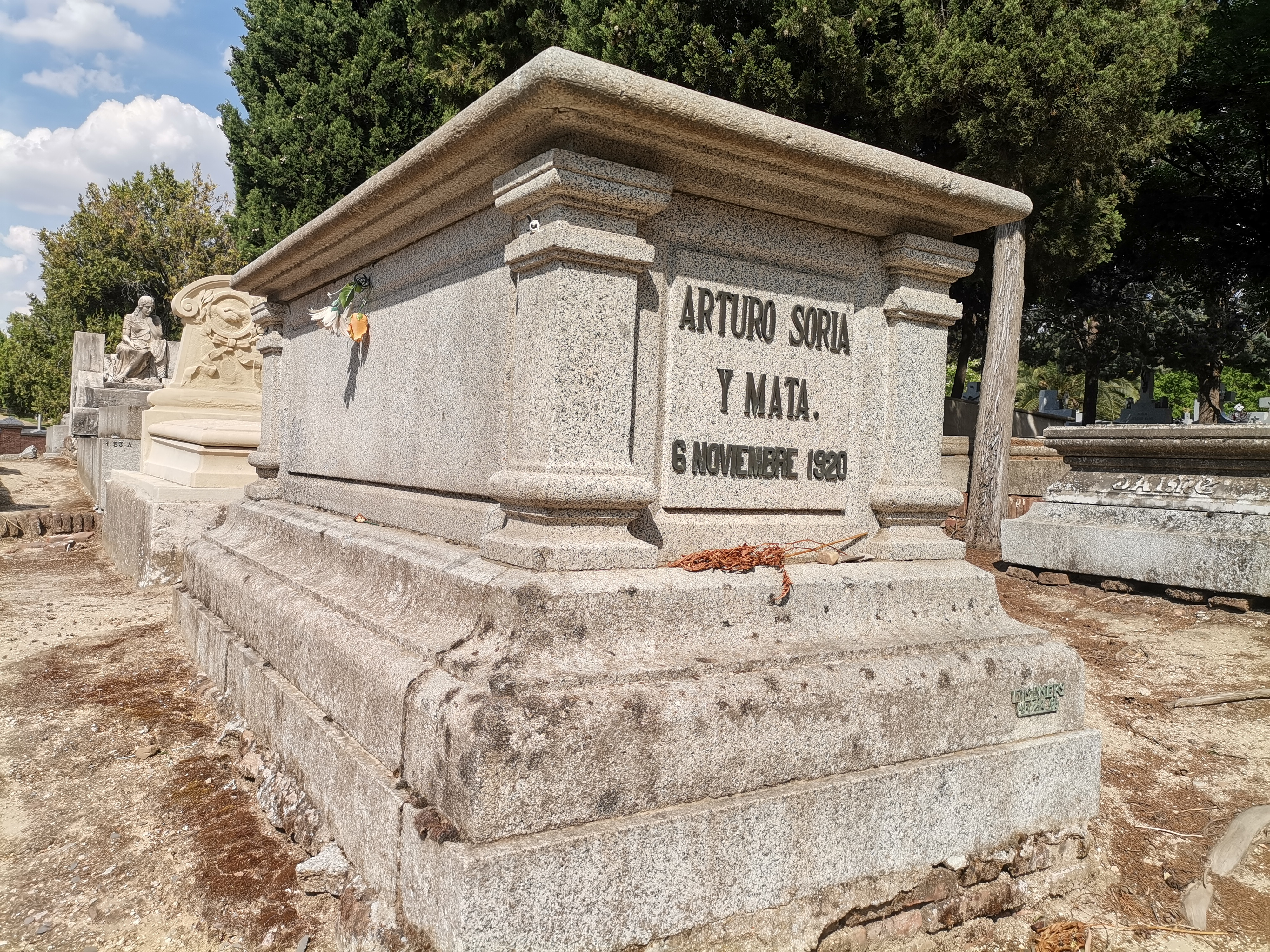
Tumba de Arturo Soria en el Cementerio Civil de Madrid

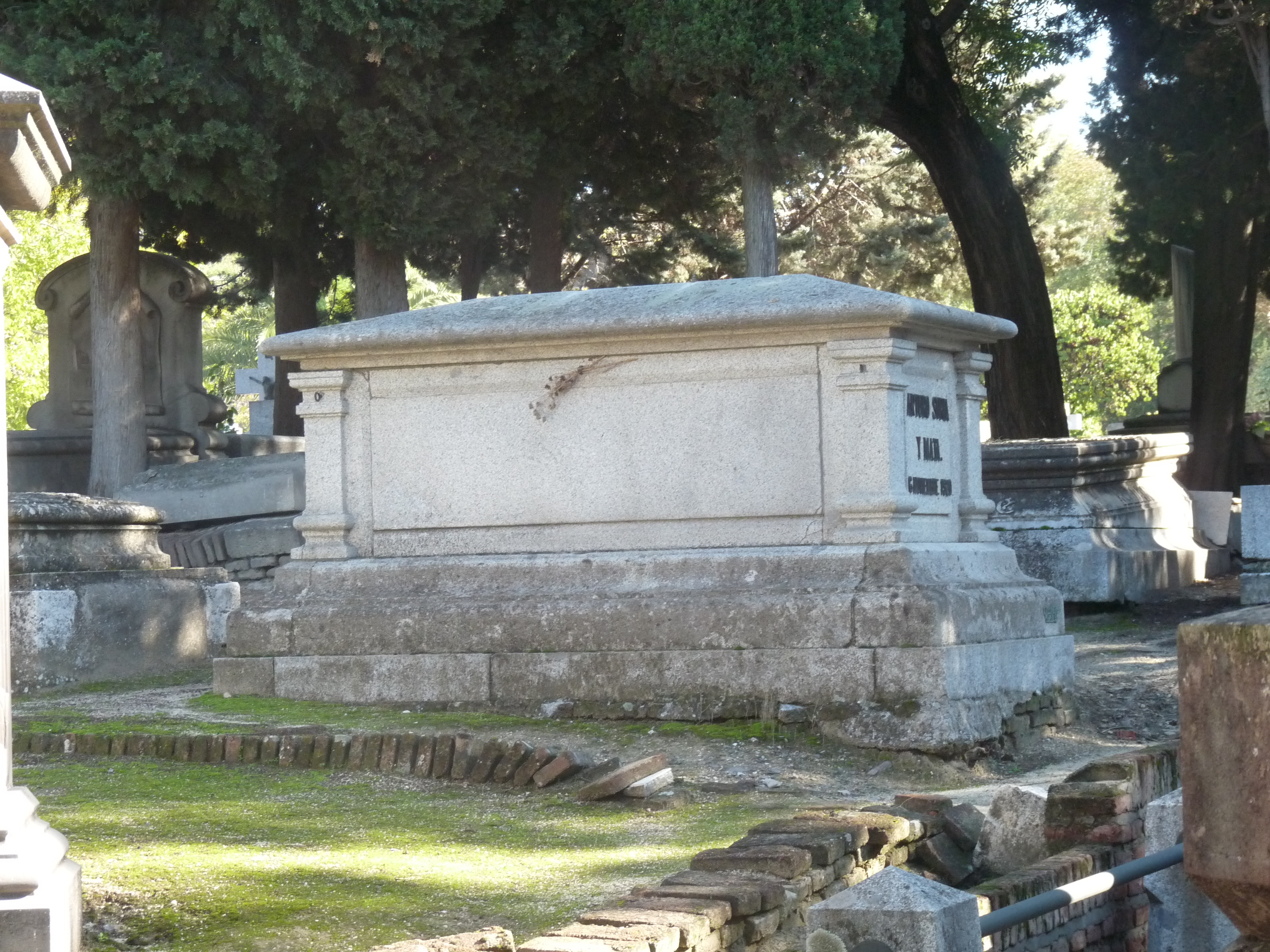
Tumba de Arturo Soria en el cementerio civil de Madrid.

Fallecido en 1920 a los 76 años de edad, la noticia fue recogida en veinte publicaciones. Algunas de ellas reseñan que a su entierro acudieron unas dos mil personas y el féretro fue llevado a hombros desde la Ciudad Lineal hasta Ventas, y enterrado en el cementerio civil de Madrid.
En el árbol familiar de Arturo Soria hay que mencionar a su esposa Julia Hernández Rubín, sus hijos, Luis (subdirector de la CMU hasta 1921, año en que se trasladó a Brasil) Arturo (diputado por el Partido Liberal, vicepresidente de la Diputación Provincial de Madrid y senador del reino), y Emilio y Carlos (respectivamente, subdirector y secretario de la CMU); además de sus numerosos nietos.

## Reconocimientos

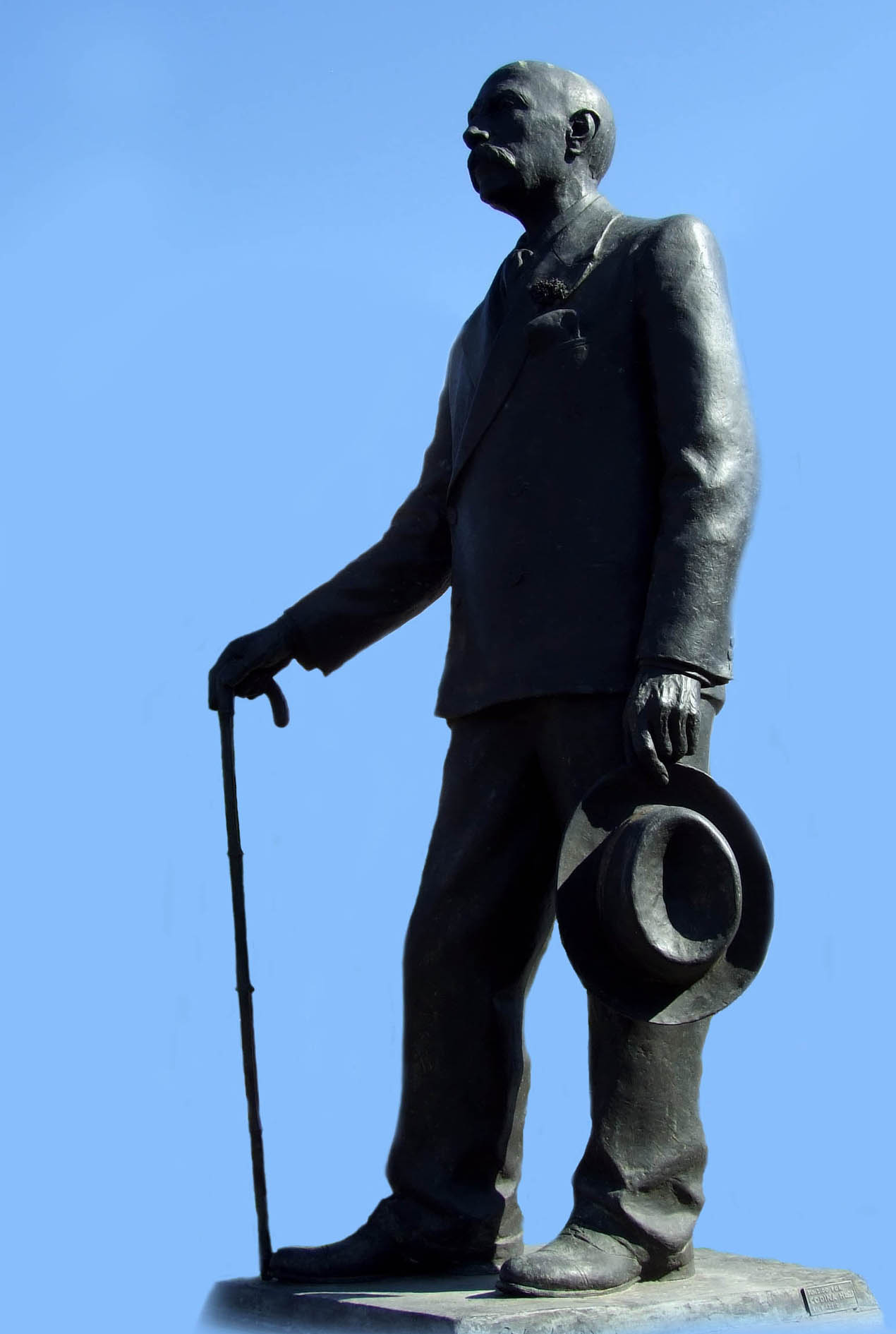
Estatua dedicada a Arturo Soria, situada en la calle que lleva su nombre en la primitiva Ciudad Lineal.

- Metro de Madrid le ha dedicado la estación de Arturo Soria (línea 4) en Ciudad Lineal.
- A lo largo de 1982, se celebraron en la Escuela de Ingenieros de Caminos, Canales y Puertos de la Universidad de Madrid diversos actos, conferencias y exposiciones con motivo del centenario de la presentación de la idea de una ciudad lineal como solución urbanística.
- El Ayuntamiento de Madrid, además de la avenida que lleva su nombre, lo recordó en 1992,[45] con una escultura en bronce obra de Rafael Cidoncha, emplazada a la altura del n.º 122, en el viaducto que levanta la calle sobre la avenida de América,[46]

## Obras
- Conferencia dada en el Ateneo de Madrid por Arturo Soria y Mata acerca de la nueva arquitectura de las ciudades (1894).[47]
- El origen poliédrico de las especies (1894)
- Contribución al origen poliédrico de las especies (1896).[48]
- El talentómetro (1902).[49]
- Génesis (1913)
- Filosofía barata: apuntes sociológico-científicos (1926)
- La cité linéaire: conception nouvelle pour l'aménagement des villes (1926).[50]
- Cosas de Madrid: apuntes y comentarios municipales (1935)

### Algunos artículos publicados enSophia
- Génesis (1897-1898).[51]
- La ciencia precristiana: la teoría pitagórica de la evolución (1899)
- La forma del universo (1900)
- Mecánica espiritual: la educación (1902)